# Chris New
Chris New (nacido el 17 de agosto de 1981) es un actor de cine y teatro inglés mejor conocido por su papel protagónico en la película Weekend de 2011. New hizo su debut como guionista y director en 2013 con el cortometraje Ticking. Coescribió la película independiente Chicken del 2014 y coescribió y dirigió la película independiente A Smallholding del 2014.

## Vida personal
New es abiertamente gay, habiendo salido del armario "profesionalmente" en 2006. Preocupado por el impacto de ser conocido como un "actor gay" en su carrera, discutió el tema con el coprotagonista de Bent, Alan Cumming (quien ha sido abierto sobre su bisexualidad durante décadas). Después de sopesar los riesgos, New decidió declararse gay.
New dice, sin embargo, que como individuo nunca ha estado en el armario. Le dijo a la revista Attitude: "Entender la psicología de no querer necesariamente que tu sexualidad sea una parte importante de ti, sino que la gente que te rodea la convierta en una parte importante de ti. De lo único que me habla la gente es de si estoy fuera del armario. Y sí, lo estoy, siempre lo he estado y no veo ningún problema en ello. Nunca lo he ocultado. Mi primera agente intentó que lo ocultara y la despedí."
New es amigo del actor Ian McKellen y, a menudo, ayuda a McKellen a aprender guiones y ejecutar líneas.

## Filmografía
- Weekend (2011; actuación)
- Ticking (2013; productor, escritor, director, editor)
- A Smallholding (2014; coguionista, director, director de fotografía, editor, editor de sonido)
- Chicken (2015; coguionista)